# John Jacob Astor

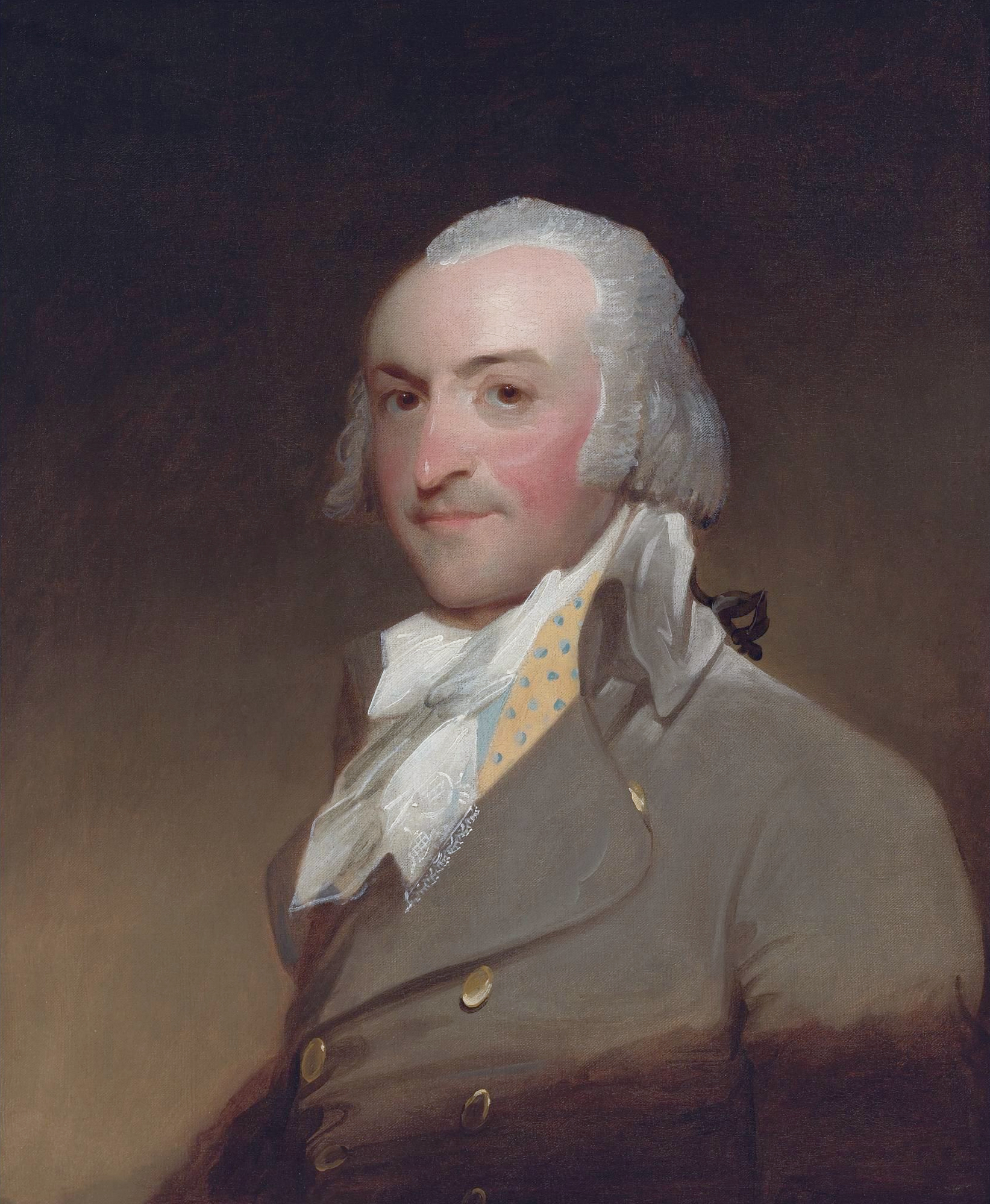
John Jacob Astor

John Jacob Astor lub Johann Jakob Astor (ur. 17 lipca 1763, zm. 29 marca 1848) – emigrant z Niemiec, amerykański handlarz futer i finansista, który zorganizował dwie ekspedycje na północno-zachodnie wybrzeże Pacyfiku. Pierwszy amerykański multimilioner.

## Początki kariery
Astor, syn rzeźnika, urodził się w miejscowości Walldorf w pobliżu Heidelbergu. W wieku lat 16 wyjechał do Wielkiej Brytanii, by pomóc starszemu bratu, sprzedawcy instrumentów muzycznych. W pięć lat później wyemigrował do Stanów Zjednoczonych, przybywając do Baltimore i osiadając ostatecznie w Nowym Jorku.
W roku 1785 pojął za żonę Sarę Todd pochodzącą z zamożnej i posiadającej polityczne koneksje rodziny. Małżeństwo to pozwoliło mu uruchomić w Nowym Jorku sklep, w którym, obok importowanych instrumentów muzycznych, zaczął sprzedawać futra. Wiedzę o nich czerpał od żony. Futra sprowadzał z Montrealu i z faktorii Kompanii Zatoki Hudsona. W roku 1800 rozszerzył swe zainteresowania biznesowe wchodząc w rynek handlu nieruchomościami w Nowym Jorku i okolicach.
Jako pierwszy w Nowym Jorku podjął handel z Chinami, przy czym głównym przedmiotem tego handlu były futra. Jego dochody były jednak limitowane cenami narzucanymi przez Kompanię Zatoki Hudsona i Kompanię Północno-Zachodnią z siedzibą w Montrealu. W związku z tym wykorzystał Zakup Luizjany z roku 1803 i ekspedycję Lewisa i Clarka w nieznane zupełnie obszary północnego zachodu dzisiejszych Stanów Zjednoczonych dla stworzenia faktorii handlowej, która mogłaby pozyskiwać futra w pobliżu wybrzeży Pacyfiku i wysyłać cenne futra wprost do Chin.

## Astoria
W kwietniu 1808 roku, pod egidą prezydenta Thomasa Jeffersona, Astor założył American Fur Company. Planował założenie łańcucha faktorii handlowych wzdłuż szlaku Lewisa i Clarka, przy czym ostatnią z nich byłaby faktoria u ujścia rzeki Kolumbia do Pacyfiku w dzisiejszym stanie Oregon. Filiami kompanii miały być Pacific Fur Company (czerwiec 1810) i Southwest Fur Company (czerwiec 1811). Zadaniem pierwszej z nich było utworzenie faktorii Astoria na pacyficznym wybrzeżu Oregonu w pobliżu ujścia Kolumbii, gdzie Lewis i Clark zimowali w roku 1805. W tym samym czasie Astor wszedł w porozumienie z kanadyjskimi kompaniami futrzarskimi w sprawie zaopatrywania ich faktorii w terenie. Nawiązał również kontakty z Kompanią Rosyjsko-Amerykańską zobowiązując się – w zamian za futra – zaopatrywać jej punkty handlowe na Alasce.
Dwie ekspedycje wyruszyły do Oregonu. Pierwsza – morzem, na statku zakupionym przez Astora – pod dowództwem Roberta Stuarta, wyruszyła z Nowego Jorku we wrześniu 1810 roku, opłynęła Przylądek Horn i dotarła do celu w marcu roku następnego. W trakcie budowy faktorii statek ruszył na północ, ale w Zatoce Nootka doszło do starcia z Indianami, w wyniku którego cała załoga zginęła, a statek został zniszczony.
Ekspedycja lądowa, dowodzona przez Wilsona Price Hunta, wyruszyła z St. Louis w kwietniu 1811 roku. Wędrując w górę biegu Missouri, a następnie przez dzisiejsze stany Wyoming i Idaho z biegiem rzek Snake i Kolumbia, dotarła z pewnymi stratami do celu w lutym 1812 roku.
Wyprawy te, a zwłaszcza droga powrotna Stuarta szlakiem Lewisa i Clarka (w wyniku której powstał po latach szlak oregoński), przyczyniły się do poznania północnego zachodu Ameryki.
Zaopatrywanie faktorii Astoria drogą morską wiązało się ze znacznymi kosztami. Sytuacja stała się krytyczna w momencie wybuchu wojny roku 1812, w związku z czym Astor zdecydował się odsprzedać całość przedsięwzięcia Anglikom.

## Ostatnie lata
Po roku 1815 Astor skoncentrował się na rejonie Wielkich Jezior, zakładając faktorie w dzisiejszych Green Bay, Grand Portage i na wyspie Mackinac. Jego American Fur Company okazała się wkrótce znacznie wydajniejsza od innych tego samego typu firm futrzarskich i szybko zmonopolizowała handel futrami na tym obszarze.
W latach trzydziestych XIX wieku zapotrzebowanie na futra bobrowe w Europie gwałtownie zmalało. Jednocześnie dramatycznie zmniejszyła się populacja bobrów i innych zwierząt futerkowych w rejonach Wielkich Jezior i Gór Skalistych. Przewidując to Astor w roku 1834 odsprzedał swoje udziały handlowcom z St. Louis.
W roku 1836 zlecił Washingtonowi Irvingowi opisanie dziejów Astorii, dzięki czemu szeroka opinia publiczna dowiedziała się o szlakach wiodących na zachód, a szczególnie do Oregonu. John Jacob Astor pod koniec życia był znanym mecenasem sztuki. Zostawił po sobie majątek w wysokości 20 mln dolarów.